# G.I.JOE (1992年のビデオゲーム)
『G.I.JOE』（G.I.JOE - A REAL AMERICAN HERO）は、1992年にコナミが販売したアーケードゲーム。

## 概要
TVアニメ『地上最強のエキスパートチーム・G.I.ジョー』をベースにした、横モニター・三人称視点の3Dスクロール式シューティングゲーム。最大二人または四人同時プレイが可能である。

## ゲーム内容
- プレイヤーは8方向レバー＋２ボタン（ショット・ミサイル）でG.I.ジョーのメンバーを操作し、立ちはだかる悪の組織コブラのテロリスト達を殲滅する事が目的。全３ミッション。一周エンド。
- プレイヤーキャラは画面手前最下段を左右にしか移動出来ないが、レバー操作に連動して照準を８方向に動かせるため、これで敵を銃撃する。
- プレイヤーキャラはコンパネレバー位置に関わらず、デューク・スカーレット・ロードブロック・スネークアイズの中から自由に選択可能。別のプレイヤーと同じキャラを選択する事は出来ない。どのキャラも、外観や銃弾、照準の形状が変わるだけで能力差はない。
- 各プレイヤーともライフ＋残機制。敵の体当たりや敵弾、障害物に触れるとダメージを受ける。
- ライフゲージ表示は満タンで６ゲージ分だが、１ダメージにつき２ゲージ分減る。3回目のダメージを受けた時点で死亡となり、残機が一人減る。
- ライフはミッションクリア時か、時々出現する救急箱アイテムを取得する事で回復する。
- 残機エクステンドは無い。
- ライフをすべて失うと残機が減り、その場から再スタート。全ての残機を失うとゲームオーバー。コンティニューするとステージの最初には戻らず、その場から継続できる。
- ボタン１のショットはソフト連射付き。《R》アイテムを取得する事で照準範囲が広がる。
- ボタン２のミサイルは照準の位置に撃ち込む事が出来、着弾すると大爆発を起こす。ミサイルアイテムを取得すると最大９発までストックできる。
- 本作の特徴として、画面内に出現する建造物、構造物や樹木など、非常に多様なオブジェクトを破壊可能な点がある。鍾乳石など、破壊すると近くの敵を巻き込んで倒せるオブジェクトもある。
- スコアは1点単位で加算される。

## ステージ構成

### MISSION1（全3ステージ）

#### CHEMICAL PLANT
広大な化学プラント内を進んでいく。

##### ボス：CRIMSON GUARD COMMANDERS - TOMAX AND XAMOT
火炎放射器付きの可変ヘリタンク二台で襲ってくる。
　　遮蔽物の陰に隠れている間は攻撃が通用しない。
　　ヘリ形態の方は火炎放射とミサイルで、タンク形態の方は火炎放射と体当たりで攻撃してくる。

#### AIR BASE
空港の滑走路上を進んでいく。

##### ボス：ANTI TANK SPECIALIST - METAL HEAD
画面内を飛び回りながら、肩と両足のミサイルポッドよりミサイル攻撃を行う。
　　戦闘中は他の雑魚キャラも大量に沸いてくる（以下、コブラコマンダー以外のボス共通）。

#### COBRAS WEAPONS PLANT
リフトに乘ってプラント最上層へと移動する。
　フロア構造体を破壊すると、上に乗っている敵や戦闘機ごと落下させて倒す事ができる。

##### ボス：COBRA INTELLIGENCE OFFICER - BARONESS
超巨大爆撃機からの砲撃や、艦載機による攻撃を行う。
　爆撃機にダメージを与えて両翼端のハッチを破壊すると、近距離からの搭載ガトリング砲による砲撃と、バロネス自らのマシンガン乱射による攻撃に切り替わる。

### MISSION 2（全2ステージ）

#### JUNGLE
熱帯雨林のような密林を、コブラ秘密基地に向かって進んでいく。

##### ボス：WEAPONS AND TACTICS SPECIALTY - MAJOR BLUDD
パーソナルジェットを装着して画面上を飛び回りながら、火炎放射器で攻撃してくる。
　　また背後にそびえるコブラ秘密基地からはミサイル攻撃と、基地外装の破壊後には感知センサーによる自機狙いの砲撃が行われる。

#### CAVERN BASE
地下にある洞窟基地内を進んでいく。

##### ボス：WEAPONS MANUFACTURER - DESTRO
潜水タンクからレーザー砲とミサイルで攻撃してくる。
　　ある程度ダメージを与えるとデストロ本人が機上に現れ、マシンガンを乱射してくる。

### THE FINAL BATTLE（全1ステージ）

#### BATTLESHIP
秘密兵器《コブラ戦艦》の甲板上を進んでいく。
　ここを抜けると戦艦のアイランド内に突入し、最奥にいるコブラコマンダーとの対決となる。

##### ボス：COBRA COMMANDER
自ら空中を浮遊しながら、周囲を浮遊するビットからの電撃攻撃を行う。
　　また紫色のバリアを張り、解除した瞬間に両手から火炎放射を行う。
　　一旦倒すと影武者である事が分かり、その後すぐ真のコマンダーが現れ、マシンガンと手榴弾の乱射による猛攻撃を仕掛けてくる。

## 移植版
2023年6月現在、移植版は存在しない。

## サウンドトラックック
サントラは『コナミオールスターズ1993』（KICA-9016）のDISC 3に、タイトルデモ・スタートデモ・AIR BASE・COBRAS WEAPONS PLANT・BATTLESHIPの5曲のみが収録されている。